# Angiogeneshämmare
Angiogeneshämmare är substanser som hämmar blodkärlsnybildningen. Blodkärlsnybildning, angiogenes, förekommer normalt inte hos vuxna men är en förutsättning för tillväxt och spridning av elakartade tumörer. Av denna anledning har upptäckten av angiogeneshämmare öppnat nya behandlingsmöjligheter för tumörsjukdomar. Forskningen på detta område är mycket intensiv och flera olika substanser prövas i kliniska studier hos olika läkemedelsföretag. En naturligt förekommande angiogeneshämmare i kroppen är endostatin. Genom tillförsel av genmodifierade njurepitelceller (med kapacitet att framställa endostin) inneslutna i kulor av natriumalginat försöker man svälta tumörcellerna till den grad att tillväxt och metastasering av tumören kraftigt reduceras.